# Ash (groupe)
Pour les articles homonymes, voir Ash.
Ash est un groupe de rock britannique, originaire de Oxford, en Angleterre. Il est formé en 1992 par Tim Wheeler (guitare/chant), Mark Hamilton (basse) et Rick McMurray (batterie) au début des années 1990. En trio, ils publient le mini-album Trailer en 1994, et l'album studio 1977 en 1996. Ce dernier est nommé par le magazine NME dans sa liste des « 500 meilleurs albums de tous les temps. »
Ses influences sont en particulier les groupes de rock américain comme Nirvana, Mudhoney, Pixies. Malgré des influences prononcées rock américain, le groupe ne renie pas ses racines britanniques avec une tradition mélodique marquée. La plupart des critiques les rangent dans la catégorie power pop à l'instar de groupes comme Weezer ou Supergrass.

## Biographie

### Débuts (1992–1994)
Le groupe se forme officiellement en 1992, dans le petit village de Downpatrick, en Irlande du Nord. Initialement appelé Viet-Nam le groupe change vite de nom pour Ash ("cendres" en anglais) trouvé au hasard dans un dictionnaire. Le premier single du groupe Jack Names The Planets sort au début de l'année 1994 alors que le groupe compte 17 ans de moyenne d'âge. Leur premier mini-album Trailer sort courant octobre et leur permet de faire, durant les vacances scolaires, les premières parties des groupes prestigieux du moment comme Elastica ou Therapy?.

### 1977(1995–1997)
Tout s'accélère en 1995, leurs diplômes en poche, les membres du groupe décident de se plonger totalement dans la musique. Les singles Kung Fu, Girl From Mars et Angel Interceptor s'enchaînent et les succès aussi avec leur passage à l'émission Top of the Pops. Ash marque la fin de l'année avec une reprise de Get Ready du groupe The Temptations en single format vinyle rouge édition limitée au label Fantastic Plastic Records.
Au début de 1996, le groupe sort son premier véritable album 1977 qui devient numéro 1 des charts britanniques la semaine de sa sortie (1977 est la date de sortie du premier Star Wars dont le groupe est fan). Les deux singles (Oh Yeah, Goldfinger) entrent dans le top 10 national. S'enchaine une tournée mondiale de près d'une année, de l'Europe aux États-Unis en passant par le Japon où le groupe jouit d'une énorme popularité. Un album live enregistré dans une radio en Australie, Live at the Wireless, voit le jour 1997.
En août 1997, lors d'un concert au V Festival, le groupe présente au public un nouveau membre, Charlotte Hatherley, une guitariste londonienne de 18 ans à peine qui, auparavant, officiait dans le groupe Nightnurse. Cette arrivée se concrétisera par la sortie du single A Life Less Ordinary tiré de la bande originale du même nom remportant un franc succès et un nouveau top 10 pour le groupe.

### Nu-Clear Sounds(1998–2000)
Une large partie de l'année 1998 est consacrée à l'écriture du nouvel album. Le groupe avouera plus tard avoir ressenti une énorme pression afin de rééditer le succès commercial et critique de 1977. Le résultat apparaît le 8 octobre avec pour nom Nu-Clear Sounds et atteint la 7e place aux charts. Malgré des critiques plutôt favorables à l'album, le public ne suit pas et reproche au groupe d'avoir mis de côté son côté euphorique d'antan au profit d'un album plus sombre aux singles moins évidents. À cet échec s'ajoute celui de conquérir les États-Unis malgré quatre remix du célèbre Butch Vig. Le groupe se fait tout de même remarquer avec la vidéo de Numbskull où se mêle de véritable scène de drogues, sexe, et automutilation. La vidéo sera rapidement banni de la programmation de MTV.

### Free All AngelsetMeltdown(2001–2005)

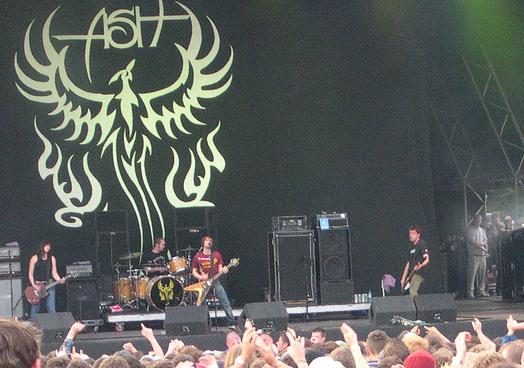
Ash en 2004.

L'échec commercial de Nu-Clear Sounds fait connaître une période de doute au groupe qui décide de réagir en commençant l'écriture de son troisième album. Le single Shining Light débarque début 2001 et obtient un franc succès et une place de numéro 8 dans les charts. Un succès qui sera imité par Burn Baby Burn. L'album s'intitule, quant à lui, Free All Angels et sort en avril 2001. Il devient numéro 1 des ventes la semaine de sa sortie, une vraie résurrection pour le groupe que beaucoup pensaient fini. Une énorme tournée mondiale suivra et durera plus d'une année. L'année 2002 sera celle des États-Unis avec une énorme tournée en première partie de Coldplay et David Bowie suivit d'une nouvelle début 2003 en tête d'affiche montrant leur réel désir de percer le marché américain. Le groupe fera un passage éclair en Europe sur les grandes scènes du festival de Glastonbury et de Reading annonçant la sortie d'un album best-of Intergalactic Sonic 7's comportant le single inédit Envy.
Fort de son expérience américaine, le groupe décide d'enregistrer son album suivant à Los Angeles, se séparant ainsi de leur producteur traditionnel Owen Morris pour Nick Raskulinecz. Le son de cet opus se veut volontairement plus dur avec de claires influences nu metal (sans pour autant renier leurs mélodies d'antan). Le titre le plus évocateur de ce changement sera le single téléchargeable sur Internet Clones. L'album sort en mai 2004 intitulé Meltdown dont la chanson titre sera reprise sur la bande originale du film Shaun of the Dead. Les critiques acclament l'album, le public un peu moins, ce qui n'empêche pas le groupe de réaliser dans la foulée une énorme tournée mondiale. Dans le même temps la guitariste Charlotte Hatherley sort son premier album solo Grey Will Fade qui remporte un joli succès critique et lui permet de faire sa toute première tournée en Angleterre avec un passage remarqué au festival de Reading, où elle est accompagnée par le guitariste de Blur, Graham Coxon sur le titre Stop.

### Twilight of the Innocents(2006–2008)

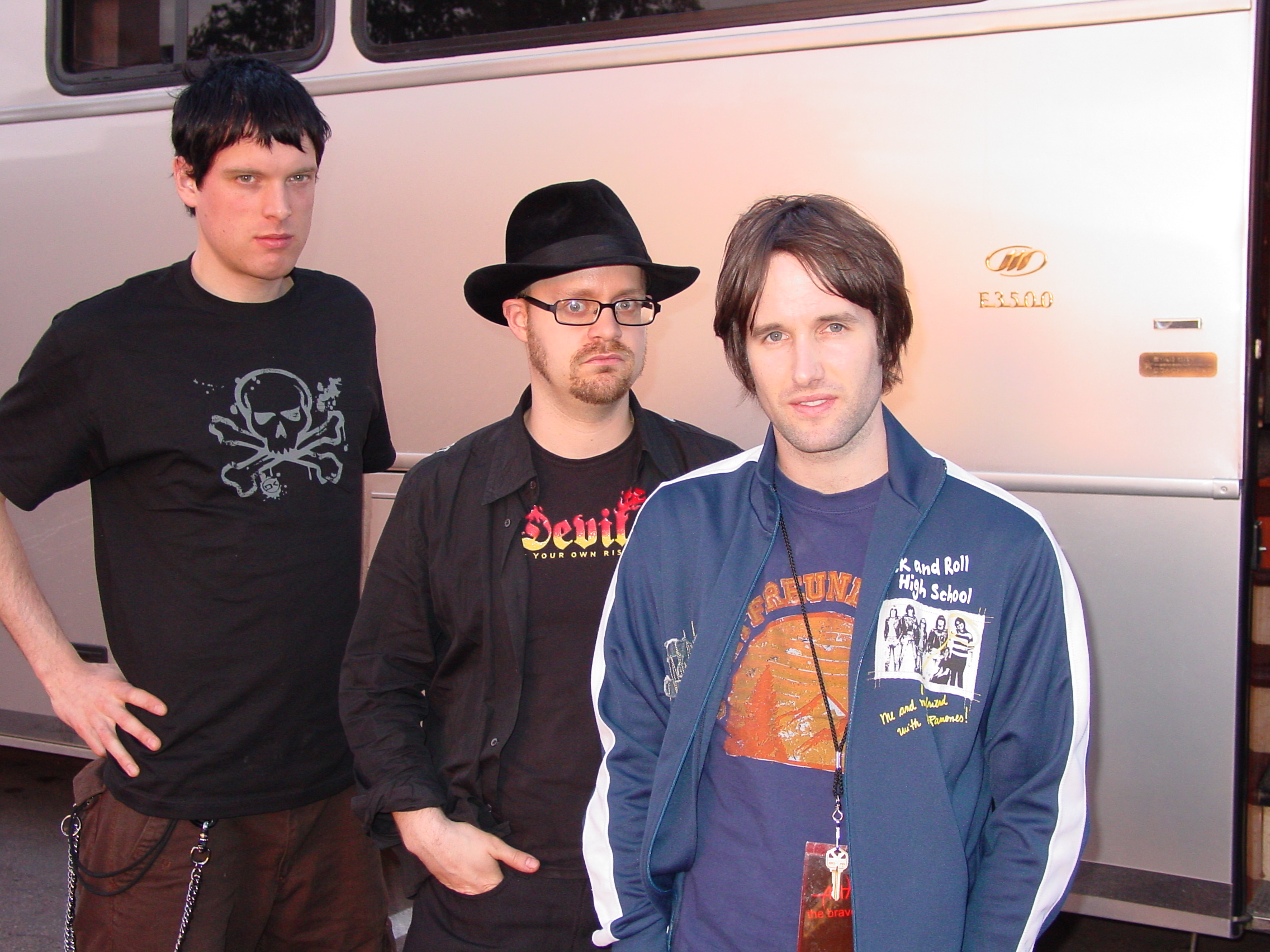
Ash in Tempe, Arizona en mars 2005.

En janvier 2006, le groupe annonce le départ de Charlotte Hatherley pour une carrière solo. Le groupe n'envisage pas de la remplacer et préfère revenir au trio initial.
Réduit au trio initial le groupe enregistre un nouvel album courant 2006 à New York, Tim Wheeler assure lui-même la production de l'album.
Au début de 2007, le groupe signe son grand retour en Grande-Bretagne avec une tournée des universités qui sera très rapidement à guichet fermé, et propose en avril le premier single extrait du nouvel album, You Can't Have It All, publié le 16 avril 2007. L'album Twilight of the Innocents sort le 2 juillet, et obtient une très décevante 32e place dans les charts. Le groupe annonce dans la foulée qu'il sera le dernier album du groupe, préférant se consacrer au format digital sur internet. En septembre 2008, Ash donne deux concerts exceptionnel au Roundhouse et Astoria (Londres) où il joue l'intégralité de leur album culte 1977 plus une poignée de face B, reprises et singles. Ces prestations seront suivie de la sortie d’une réédition de l’album 1977 comprenant l’album 1977 remasterisé, Trailer, plusieurs faces B, démos et un live au festival de Reading datant de 1996.

### A-Z Series(2009–2011)
À la suite de la décision de ne plus publier d’album, le groupe décide d’effectuer son retour avec pas moins de 26 singles. Ce projet a pour nom A-Z Series, chaque single faisant référence à une lettre de l’alphabet. Un avant-goût est présenté en juin 2009 avec le morceau Return of White Rabbit, téléchargeable gratuitement sur le site officiel du groupe. Le premier single, True Love 1980, sort le 12 octobre sur leur tout nouveau label, Atomic Heart Records. Depuis, un single sort toutes les deux semaines. Les fans peuvent bénéficier de l'offre grâce à une souscription internet. Le groupe s'engage en fin d'année 2009 dans une tournée britannique nommé A-Z Tour en raison du concept d'effectuer des dates dans des villes respectant l'alphabet, qui les emmènent d'Aldershot jusqu'à Zennor.
Une première compilation, retraçant la première partie de la série (A à M), sort le 19 avril 2010. Le groupe s'embarque en 2010 pour une tournée mondiale avec l'intégration du guitariste de Bloc Party, Russell Lissack, qui prend la place de deuxième guitariste, vacante depuis le départ de Charlotte Hatherley en 2006. Le deuxième volume des A-Z Series (N à Z) sort en octobre 2010 et met fin à plus d'une année où Ash aura sorti 47 titres (les 26 des A-Z series, 7 dans les compilations, 4 sur les éditions japonaises, 11 offertes aux fans qui ont souscrit aux single par internet et enfin le premier titre Return of White Rabbit).
En juin 2011, Ash annonce la sortie prochaine d'un best-of. En août 2011, Ash collabore avec We Are Scientists pour la reprise de Washington Parks du britannique Robert Manning, afin de collecter des fonds pour la Multiple Sclerosis and The MS Society.

### Kablammo!(depuis 2012)
En novembre 2012, le groupe joue quelques dates américaines avec Weezer puis font leurs propres concerts sur la côte ouest. En mars 2013 annonce leur participation au SXSW Festival d'Austin, au Texas, pour la première fois en sept ans, et jouera aussi à Dallas (TX), Chicago (IL), Minneapolis (MN), Détroit (MI), Newport (KY), Indianapolis (IN) et Pittsburgh (PA). Le 15 février 2013, Ash est annoncé au Y Not Festival de Derbyshire le samedi 3 août 2013. Le groupe ouvre aussi pour les Smashing Pumpkins à la Wembley Arena le 22 juillet 2013. Le 5 décembre 2014, Tim Wheeler et Mark Hamilton annoncent dans une vidéo sur PledgeMusic la sortie d'un nouvel album en 2015. 
Le 18 février 2015, le groupe annonce la sortie de Kablammo! et le premier single, Cocoon, sera publié. Ash publiera ensuite Free et Machinery comme second et troisième singles de l'album. En décembre 2016, l'album live Live on Mars: London Astoria 1997 est publié et soutenu en tournée,.

## Membres

### Membres actuels
- Tim Wheeler – chant, guitare solo, claviers, programmation (depuis 1992)
- Mark Hamilton – basse, synthétiseur (depuis 1992)
- Rick McMurray – batterie, percussions, chœurs (depuis 1992)

### Ancien membre
- Charlotte Hatherley – guitare rythmique, piano, chœurs (1997–2006, 2011)

### Membres de tournée
- Dick Kurtaine - DJing (1998–1999)
- Russell Lissack - guitare rythmique, claviers
- Alan Lynn - batterie, percussions, chœurs

## Adaptations
- Jack Names The Planets apparait dans le film Angus sorti en 1995
- La chanson Kung Fu est utilisée dans le film Jackie Chan dans le Bronx (Rumble in the Bronx) sorti en 1995, ainsi que d'Angus
- Le titre A Life Less Ordinary est la chanson phare du film Une vie moins ordinaire sorti en 1997
- Jesus Says fait partie de la bande son du film Swimf@n (2002)
- I'm Gonna Fall est incluse dans la bande originale de Road Trip (2000)
- Shining Light est le dernier titre du dernier épisode de la série Roswell.
- Orpheus, Meltdown et Everybody's Happy Nowdays (reprise des Buzzcocks en duo avec Chris Martin) apparaissent dans le film britannique Shaun of the Dead sorti en 2004
- Vampire Love de l'album Meltdown est l'un des titres figurant dans le film American Pie : No Limit !
- De nombreux titres sont utilisés pour des jeux vidéo Lose Control (Gran Turismo), Death Trip 21 (Gran Turismo 2), Shark (Gran Turismo 3), Burn Baby Burn (Tiger Woods PGA Tour 2003), Clones (Star Wars: Republic Commando), Orpheus (Burnout 3: Takedown et NHL 2005), Meltdown (Midnight Club 3: DUB Edition)

## Discographie

### Albums studio
- 1994 : Trailer
- 1996 : 1977
- 1998 : Nu-Clear Sounds
- 2001 : Free All Angels
- 2004 : Meltdown
- 2007 : Twilight of the Innocents
- 2015 : Kablammo!
- 2018 : Islands
- 2023 : Race the Night
- 2025 : Ad Astra Prévu en Octobre

### Compilations & live
- 1997 : Live at the Wireless
- 2002 : Intergalactic Sonic 7″s
- 2010 : Ash - A-Z Vol.1
- 2016 : Live on Mars: London Astoria 1997
- 2019 : '94 - '04: The Singles
- 2020 : Teenage Wildlife: 25 Years of Ash

### Singles
| Année | Single                 | Position | Position | Album                           |
| Année | Single                 | UK       | IRE      | Album                           |
| ----- | ---------------------- | -------- | -------- | ------------------------------- |
| 1994  | Jack Names the Planets | -        | -        | Trailer                         |
| 1994  | Petrol                 | 96       | -        | Trailer                         |
| 1994  | Uncle Pat              | 101      | 20       | Trailer                         |
| 1995  | Kung Fu                | 57       | -        | 1977                            |
| 1995  | Girl from Mars         | 11       | 16       | 1977                            |
| 1995  | Angel Interceptor      | 14       | 18       | 1977                            |
| 1996  | Goldfinger             | 5        | 13       | 1977                            |
| 1996  | Oh Yeah                | 6        | 14       | 1977                            |
| 1997  | A Life Less Ordinary   | 10       | 16       | A Life Less Ordinary Soundtrack |
| 1998  | Jesus Says             | 15       | -        | Nu-Clear Sounds                 |
| 1998  | Wildsurf               | 31       | -        | Nu-Clear Sounds                 |
| 1999  | Numbskull              | a        | -        | Nu-Clear Sounds                 |
| 2001  | Shining Light          | 8        | 23       | Free All Angels                 |
| 2001  | Burn Baby Burn         | 13       | 20       | Free All Angels                 |
| 2001  | Sometimes              | 21       | -        | Free All Angels                 |
| 2001  | Candy                  | 20       | 25       | Free All Angels                 |
| 2001  | There's a Star         | 13       | -        | Free All Angels                 |
| 2002  | Envy                   | 21       | -        | Intergalactic Sonic 7″s         |
| 2002  | Jack Names the Planets | 82       | -        | Intergalactic Sonic 7″s         |
| 2004  | Clones                 | b        | -        | Meltdown                        |
| 2004  | Orpheus                | 13       | 25       | Meltdown                        |
| 2004  | Starcrossed            | 22       | 43       | Meltdown                        |
| 2004  | Renegade Cavalcade     | 33       | -        | Meltdown                        |
| 2007  | You Can't Have It All  | 16       | -        | Twilight of the Innocents       |
| 2007  | Polaris                | 32       | -        | Twilight of the Innocents       |
| 2007  | End of the World       | 62       | -        | Twilight of the Innocents       |
| 2009  | Return of White Rabbit | c        | -        | A-Z Series                      |
| 2009  | True Love 1980         | 148      | -        | A-Z Series                      |
| 2009  | Joy Kicks Darkness     | 171      | -        | A-Z Series                      |
| 2009  | Arcadia                | 114      | -        | A-Z Series                      |
| 2009  | Tracers                | 140      | -        | A-Z Series                      |
| 2009  | The Dead Disciples     | 139      | -        | A-Z Series                      |
| 2009  | Pripyat                | 165      | -        | A-Z Series                      |
| 2010  | Ichiban                | 176      | -        | A-Z Series                      |
| 2010  | Space Shot             | 129      | -        | A-Z Series                      |
| 2010  | Neon                   | 120      | -        | A-Z Series                      |
| 2010  | Command                | 131      | -        | A-Z Series                      |
| 2010  | Song of Your Desire    | 104      | -        | A-Z Series                      |
| 2010  | Dionysian Urge         | 106      | -        | A-Z Series                      |
| 2010  | War With Me            | 114      | -        | A-Z Series                      |
| 2010  | Dare to Dream          | 87       | -        | A-Z Series                      |
| 2010  | Mind Control           | -        | -        | A-Z Series                      |

a Pas classé en Single, nombre de titre excessif

b Uniquement dans le classement des téléchargements: classé no .

c Téléchargement libre sur ashofficial.com

### Reprises
Le groupe est connu pour avoir repris de nombreux classique que ce soit en live ou en studio
- I Wish It Could Be Christmas Everyday du groupe anglais Wizzard
- Punk Boy de la galloise Helen Love (album Trailer)
- Cantina Band du groupe fictif du même nom inventé par George Lucas pour le film Star Wars [face b de Girl From Mars]
- Gimme Some Truth de John Lennon sur l'album Imagine [face b d'Angel Interceptor]
- I Only Want to Be with You de Dusty Springfield [EP Barbie]
- Get Ready, du chanteur américain Smokey Robinson [face b de Goldfinger]
- Does Your Mother Know d'Abba [face b de Oh Yeah ainsi qu'un album tribute à Abba]
- What Deaner Was Talking About du groupe Ween [face b d'A Life Less Ordinary]
- Blew de Nirvana [EP Numbskull]
- Who You Drivin' Now de Mudhoney [EP Numbskull]
- Only In Dreams de Weezer [face b de Burn Baby Burn]
- Teenage Kicks de The Undertones [face b de Sometimes]
- I Don't Mind des Buzzcocks [face b de Envy]
- Everybody's Happy Nowadays en duo avec Chris Martin des Buzzcocks [face b de Orpheus]
- The Boys Are Back in Town du groupe Thin Lizzy [pendant toute la tournée Meltdown 2004]
- Coming Around Again de l'américaine Carly Simon [A-Z Series Vol. 1]
- Teenage Wildlife de David Bowie [A-Z Series Vol. 2]
- Do You Wanna Dance? de Bobby Freeman (popularisée ensuite par les Beach Boys) [Little Infinity EP]
- Lay All Your Love on Me des suédois d'Abba [Little Infinity EP]
- Hello Goodbye des Beatles [Little Infinity EP]
- Pledging My Love de Johnny Ace [Little Infinity EP]
- What Ever Happened? des Strokes [Little Infinity EP]

Quelques artistes ont également fait des reprises du groupe :
- Coldplay a joué Shining Light lors d'un concert à Londres en 2002.
- Duke Special reprend Shining Light à la radio ATL en 2005.
- La britannique Emmy The Great a repris Burn Baby Burn en face b de son single First Love sorti en 2009.
- Annie Lennox reprend Shining Light sur son best-of The Annie Lennox Collection, sorti en single en 2009.
- Places and Numbers voit d'une manière différente l'interprétation de Goldfinger en 2010.